# Meredith Brooks
Meredith Ann Brooks (Corvallis, 12 de junho de 1958) é uma cantora, compositora e guitarrista estadunidense. Ela é mais conhecida por sua canção "Bitch" (1997), pelo qual ela foi nomeada para um Grammy Award.

## Biografia
Meredith Brooks nasceu em Oregon, nos Estados Unidos. Seus pais se divorciaram quando ela ainda era uma criança. Ela e seus irmãos cresceram em Corvallis, Oregon e foram criados por sua mãe (ex-mulher do xerife do condado). Aos onze anos, Brooks ficou fascinada com o violão e ela logo aprendeu a tocar.

### Início da Carreira
No início de 1980, Brooks realizou um número em um clube do vale de Willamette de Oregon e em Washington , onde ela era popular para uma ampla gama de fãs. Ela muitas vezes apresentou no Last Hurrah, e no Eli's Hard Rock Cafe em Downtown Portland. Ela foi reconhecida por Denny Herman do Pacífico Talent, que também tornou-se seu namorado. Ela gravou Meredith Brooks e Os Anjos da Misericórdia: Gravado ao vivo em Noite Estrelada , de uma hora de e um minutos. A produção de vídeo foi dirigido por Marcos de Leon Martinez, um jovem produtor de música, vídeo criado a partir de Portland. Ela se apresentou naquela noite como o ato de abertura Jack Charles. Ela então se mudou para Los Angeles para continuar a sua carreira na música. Naquela época, ela gravou as canções que mais tarde apareceu no See It Through My Eyes. No final dos anos 1980 e início de 1990, ela era um membro da The Graces, que gravou um álbum, Perfect View, em 1989.
Em 1995, Brooks conseguiu um contrato com a gravadora Capitol Records . Seu primeiro hit single, "Bitch", lhe rendeu indicações para o Grammy de 1998 de Melhor Performance Vocal Rock Feminino e Melhor Canção de Rock . A canção tornou-se o único grande hit. Seu álbum Blurring the edge alcança disco de platina e atingiu posição 22 na Billboard 200 e posição 5 no UK Albums Chart . O álbum foi produzido por David Ricketts , antes de David e David (com David Baerwald ). Ricketts também tocou teclados, entre outros instrumentos, no álbum. Brooks fez uma turnê na Europa e EUA em 1997 e 1998 para promover o álbum. Em 30 de março, na Argentina, na abertura de um show dos Rolling Stones, a multidão exigiu ver os Stones durante o seu set e atiraram garrafas e outros objetos no palco. Meredith abandonou seu show depois de 2 músicas, enquanto a multidão gritava "vamos Stones". No dia seguinte Brooks mostrou aos repórteres contusões de seus olhos e tornozelo, disse: "Porque levaram o meu maior momento?! Eu estava tocando com os Stones, algo que eu nunca imaginei que eu faria ... e agora acho que vou cancelar o resto dos meus shows na América Latina. Não tenho nenhuma intenção de continuar a me expor a esse tipo de comportamento bárbaro ... não eu, nem a minha banda, não a minha equipe. " Em 1998, ela se divorciou do marido, Russell Jackson, após sete anos de casamento.
Brooks gravou seu segundo grande álbum "Desconstruction" em 1999. Foi uma mudança de estilo e temática longe do trabalho anterior, Blurring te edge. Ela só fez uma turnê na Europa e o álbum vendeu mal. Ela originalmente escreveu a música "Sin City", que aparece neste álbum, para o filme Olhos de Serpente ", dirigido por seu amigo Brian De Palma. Ela excursionou com Sarah McLachlan no festival Lilith Fair.
Em 2002, Brooks trabalhou em seu terceiro álbum solo Bad Bad One na Gold Circle Records, uma gravadora independente, depois de ser expulso da Capitol Records . Imediatamente após o lançamento do álbum, o selo a impediu de ser promovido e não atingiu vendas significativas. Faixa 11 - "Shine" - foi lançado como o primeiro single. O rótulo de morte também interrompeu a turnê com Melissa Etheridge naquele verão, fazendo com que ela e a banda voltassem mais cedo para Los Angeles. Também em 2002, Brooks produziu Jennifer Love Hewitt e o álbum, Bare Naked, e apareceu no programa VH1 Divas Las Vegas como solista de guitarra, convidada de Celine Dion e Anastacia.
Em 2003, Brooks se casou novamente e no ano seguinte deu à luz seu filho, Troy. Ela também assinou um novo contrato com a gravadora SLG Records e lançou o material Bad Bad One. O psicólogo Dr. Phil escolheu a música "Shine" como tema para seu programa de TV.
Mais recentemente, Brooks concluiu um novo álbum, intitulado If I Could Be ... e continua a desenvolver novos artistas como produtora e compositora.